# Frits Krohn
Frederik "Frits" Christopher Krohn (4. august 1806 på Møllergård ved Sorø – 13. september 1883 på Kommunehospitalet i København) var en dansk billedhugger og medaljør. Krohn står bag en serie smukke mønter og medaljer. Hans initialer var FK eller K. 
Han var søn af major ved artilleriet Johan Jacob Krohn. Krohn kom 1823 til København og blev uddannet på Det Kongelige Danske Kunstakademi som billedhugger. Fandt 1829 ud af, at han ville være medaljør og søgte vejledning hos H.E. Freund. Fik d. 30. marts 1835 tilkendt den store guldmedalje. Samme år rejste han til Berlin og blev efter flere studierejser til udlandet, i bl.a. Tyskland og Italien, ansat som kongelig medaljør ved Mønten i København 1841–73 og Altona 1841–52. Her virkede han indtil han tog sin afsked i 1873 og samme år fik Ridderkorset. Han døde 1883.
Han efterlod sig en betydelig samling vedrørende oplysninger over danske kobberstik. Denne blev i 1889 udgivet af sønnen Pietro Krohn med titlen Samlinger til en beskrivende Fortegnelse over danske Kobberstik, Raderinger, Illustrationer m.m. (fotografisk genoptryk i 1962), og er stadig standardværket om dette emne.
Han blev gift med Sophie Susanne Købke og fik børnene:
- Pietro Købke Krohn (1840–1905)
- Johan Jacob Krohn (1841–1925)
- Herman Freund Krohn (1843–1877)
- Mario Krohn (1846–1872)

Han er begravet på Assistens Kirkegård.
Krohn er gengivet i en radering af Constantin Hansen fra 1835. Maleri af Christen Købke fra samme år (Designmuseum Danmark). Tegning af samme fra 1839, og maleri af samme samme år (Nasjonalgalleriet, Oslo). Akvarel af Constantin Hansen, 1839, maleri af samme samme år. Tegning og radering af Pietro Krohn fra 1865.